# Kvalifikation til VM i fodbold 2018, UEFA - gruppe I
Kvalifikation til VM i fodbold 2018, UEFA gruppe I er en af de ni UEFA grupper til Kvalifikation til VM i fodbold 2018. Gruppen består af seks hold: Kroatien, Island, Ukraine, Tyrkiet, Finland og Kosovo.

## Placeringer
| Pos | Hold     | K  | V | U | T | M+ | M- | MF  | P  | Kvalifikation                         |     |     |     |     |     |     |     |
| --- | -------- | -- | - | - | - | -- | -- | --- | -- | ------------------------------------- | --- | --- | --- | --- | --- | --- | --- |
| 1   | Island   | 10 | 7 | 1 | 2 | 16 | 7  | +9  | 22 | Kvalifikation til FIFA World Cup 2018 |     | —   | 1–0 | 2–0 | 2–0 | 3–2 | 2–0 |
| 2   | Kroatien | 10 | 6 | 2 | 2 | 15 | 4  | +11 | 20 | Gik videre til playoff                |     | 2–0 | —   | 1–0 | 1–1 | 1–1 | 1–0 |
| 3   | Ukraine  | 10 | 5 | 2 | 3 | 13 | 9  | +4  | 17 |                                       |     | 1–1 | 0–2 | —   | 2–0 | 1–0 | 3–0 |
| 4   | Tyrkiet  | 10 | 4 | 3 | 3 | 14 | 13 | +1  | 15 |                                       | 0–3 | 1–0 | 2–2 | —   | 2–0 | 2–0 |     |
| 5   | Finland  | 10 | 2 | 3 | 5 | 9  | 13 | −4  | 9  |                                       | 1–0 | 0–1 | 1–2 | 2–2 | —   | 1–1 |     |
| 6   | Kosovo   | 10 | 0 | 1 | 9 | 3  | 24 | −21 | 1  |                                       | 1–2 | 0–6 | 0–2 | 1–4 | 0–1 | —   |     |

## Kampe
Oversigten over kampene blev konfirmeret af UEFA den 26. juli 2015, dagen efter lodtrækningen. De angivne tider er CET/CEST, som listet af UEFA (lokale tider angives i parneteser).
| 5. september 2016 20:45 (20:45 UTC+2) |

| Kroatien           | 1–1                           | Tyrkiet            |
| ------------------ | ----------------------------- | ------------------ |
| Rakitić 44' (str.) | Rapport (FIFA) Rapport (UEFA) | Çalhanoğlu 45+3' · |

| Stadion Maksimir, Zagreb Tilskuere: 0 Dommer: Szymon Marciniak (Polen) |

| 5. september 2016 20:45 (21:45 UTC+3) |

| Finland      | 1–1                           | Kosovo                  |
| ------------ | ----------------------------- | ----------------------- |
| Arajuuri 18' | Rapport (FIFA) Rapport (UEFA) | V. Berisha 60' (str.) · |

| Veritas Stadion, Turku Tilskuere: 7.571 Dommer: Ivan Kružliak (Slovakiet) |

| 5. september 2016 20:45 (21:45 UTC+3) |

| Ukraine        | 1–1                           | Island           |
| -------------- | ----------------------------- | ---------------- |
| Yarmolenko 41' | Rapport (FIFA) Rapport (UEFA) | Finnbogason 6' · |

| Olympic Stadium, Kyiv Tilskuere: 0 Dommer: Clément Turpin (Frankrig) |

| 6. oktober 2016 20:45 (18:45 UTC±0) |

| Island                                                | 3–2                           | Finland               |
| ----------------------------------------------------- | ----------------------------- | --------------------- |
| Árnason 37' · Finnbogason 90+1' · R. Sigurðsson 90+6' | Rapport (FIFA) Rapport (UEFA) | Pukki 21' · Lod 39' · |

| Laugardalsvöllur, Reykjavík Dommer: Svein Oddvar Moen (Norge) |

| 6. oktober 2016 20:45 (20:45 UTC+2) |

| Kosovo | 0–6                           | Kroatien                                                                 |
| ------ | ----------------------------- | ------------------------------------------------------------------------ |
|        | Rapport (FIFA) Rapport (UEFA) | Mandžukić 6', 24', 35' · Mitrović 68' · Perišić 83' · N. Kalinić 90+2' · |

| Loro Boriçi Stadium, Shkodër (Albanien) Dommer: David Fernández Borbalán (Spanien) |

| 6. oktober 2016 20:45 (21:45 UTC+3) |

| Tyrkiet                             | 2–2                           | Ukraine                               |
| ----------------------------------- | ----------------------------- | ------------------------------------- |
| Tufan 45+1' · Çalhanoğlu 81' (str.) | Rapport (FIFA) Rapport (UEFA) | Yarmolenko 24' (str.) · Kravets 27' · |

| Torku Arena, Konya Dommer: Manuel Gräfe (Tyskland) |

| 9. oktober 2016 18:00 (19:00 UTC+3) |

| Finland | 0–1                           | Kroatien        |
| ------- | ----------------------------- | --------------- |
|         | Rapport (FIFA) Rapport (UEFA) | Mandžukić 18' · |

| Tampere Stadium, Tampere Dommer: Ruddy Buquet (Frankrig) |

| 9. oktober 2016 18:00 (18:00 UTC+2) |

| Ukraine                                         | 3–0                           | Kosovo |
| ----------------------------------------------- | ----------------------------- | ------ |
| Rrahmani 31' (sm.) · Yarmolenko 81' · Rotan 87' | Rapport (FIFA) Rapport (UEFA) |        |

| Marshal Józef Piłsudski Stadium, Kraków (Polen) Dommer: Kevin Blom (Holland) |

| 9. oktober 2016 20:45 (18:45 UTC±0) |

| Island                             | 2–0                           | Tyrkiet |
| ---------------------------------- | ----------------------------- | ------- |
| Toprak 42' (sm.) · Finnbogason 44' | Rapport (FIFA) Rapport (UEFA) |         |

| Laugardalsvöllur, Reykjavík Dommer: Mark Clattenburg (England) |

| 12. november 2016 18:00 (18:00 UTC+1) |

| Kroatien            | 2–0                           | Island |
| ------------------- | ----------------------------- | ------ |
| Brozović 15', 90+1' | Rapport (FIFA) Rapport (UEFA) |        |

| Stadion Maksimir, Zagreb Tilskuere: 0 Dommer: Gianluca Rocchi (Italien) |

| 12. november 2016 18:00 (20:00 UTC+3) |

| Tyrkiet              | 2–0                           | Kosovo |
| -------------------- | ----------------------------- | ------ |
| Yılmaz 51' · Şen 55' | Rapport (FIFA) Rapport (UEFA) |        |

| New Antalya Stadium, Antalya Tilskuere: 26.555 Dommer: Tamás Bognár (Ungarn) |

| 12. november 2016 20:45 (21:45 UTC+2) |

| Ukraine     | 1–0                           | Finland |
| ----------- | ----------------------------- | ------- |
| Kravets 25' | Rapport (FIFA) Rapport (UEFA) |         |

| Chornomorets Stadium, Odessa Tilskuere: 26.482 Dommer: Jorge Sousa (Portugal) |

| 24. marts 2017 18:00 (20:00 UTC+3) |

| Tyrkiet       | 2–0                           | Finland |
| ------------- | ----------------------------- | ------- |
| Tosun 9', 13' | Rapport (FIFA) Rapport (UEFA) |         |

| New Antalya Stadium, Antalya Dommer: Jesús Gil Manzano (Spanien) |

| 24. marts 2017 20:45 (20:45 UTC+1) |

| Kroatien       | 1–0                           | Ukraine |
| -------------- | ----------------------------- | ------- |
| N. Kalinić 38' | Rapport (FIFA) Rapport (UEFA) |         |

| Stadion Maksimir, Zagreb Dommer: Antonio Mateu Lahoz (Spanien) |

| 24. marts 2017 20:45 (20:45 UTC+1) |

| Kosovo    | 1–2                           | Island                                       |
| --------- | ----------------------------- | -------------------------------------------- |
| Nuhiu 52' | Rapport (FIFA) Rapport (UEFA) | Sigurðarson 25' · G. Sigurðsson 35' (str.) · |

| Loro Boriçi Stadium, Shkodër (Albanien) Dommer: Artur Soares Dias (Portugal) |

| 11. juni 2017 18:00 (19:00 UTC+3) |

| Finland          | 1–2                           | Ukraine                            |
| ---------------- | ----------------------------- | ---------------------------------- |
| - Pohjanpalo 72' | Rapport (FIFA) Rapport (UEFA) | - Konoplyanka 51' - Besyedin 75' · |

| Tampere Stadium, Tampere Tilskuere: 8,723 Dommer: Alon Yefet (Israel) |

| 11. juni 2017 20:45 (18:45 UTC±0) |

| Island          | 1–0                           | Kroatien |
| --------------- | ----------------------------- | -------- |
| - Magnússon 90' | Rapport (FIFA) Rapport (UEFA) |          |

| Laugardalsvöllur, Reykjavík Tilskuere: 9.775 Dommer: Alberto Undiano Mallenco (Spanien) |

| 11. juni 2017 20:45 (20:45 UTC+2) |

| Kosovo         | 1–4                           | Tyrkiet                                         |
| -------------- | ----------------------------- | ----------------------------------------------- |
| - Rrahmani 22' | Rapport (FIFA) Rapport (UEFA) | - Şen 7' - Ünder 31' - Yılmaz 61' - Tufan 82' · |

| Loro Boriçi Stadium, Shkodër (Albanien) Tilskuere: 3,758 Dommer: Miroslav Zelinka (Tjekkiet) |

| 2. september 2017 18:00 (19:00 UTC+3) |

| Finland   | 1–0                           | Island |
| --------- | ----------------------------- | ------ |
| - Ring 8' | Rapport (FIFA) Rapport (UEFA) |        |

| Tampere Stadium, Tampere Dommer: Pavel Královec (Tjekkiet) |

| 2. september 2017 20:45 (20:45 UTC+2) |

| Kroatien   | 1–0                           | Kosovo |
| ---------- | ----------------------------- | ------ |
| - Vida 74' | Rapport (FIFA) Rapport (UEFA) |        |

| Stadion Maksimir, Zagreb Dommer: Stefan Johannesson (Sverige) |

| 2. september 2017 20:45 (21:45 UTC+3) |

| Ukraine               | 2–0                           | Tyrkiet |
| --------------------- | ----------------------------- | ------- |
| - Yarmolenko 18', 42' | Rapport (FIFA) Rapport (UEFA) |         |

| Metalist Stadium, Kharkiv Dommer: David Fernández Borbalán (Spanien) |

| 5. september 2017 20:45 (18:45 UTC±0) |

| Island                | 2–0                           | Ukraine |
| --------------------- | ----------------------------- | ------- |
| - Sigurðsson 47', 66' | Rapport (FIFA) Rapport (UEFA) |         |

| Laugardalsvöllur, Reykjavík Dommer: Willie Collum (Skotland) |

| 5. september 2017 20:45 (20:45 UTC+2) |

| Kosovo | 0–1                           | Finland       |
| ------ | ----------------------------- | ------------- |
|        | Rapport (FIFA) Rapport (UEFA) | - Pukki 83' · |

| Loro Boriçi Stadium, Shkodër (Albanien) Dommer: Manuel Schüttengruber (Østrig) |

| 5. september 2017 20:45 (21:45 UTC+3) |

| Tyrkiet     | 1–0                           | Kroatien |
| ----------- | ----------------------------- | -------- |
| - Tosun 75' | Rapport (FIFA) Rapport (UEFA) |          |

| New Eskişehir Stadium, Eskişehir Dommer: Viktor Kassai (Ungarn) |

| 6. oktober 2017 20:45 (20:45 UTC+2) |

| Kroatien        | 1–1                           | Finland       |
| --------------- | ----------------------------- | ------------- |
| - Mandžukić 57' | Rapport (FIFA) Rapport (UEFA) | - Soiri 90' · |

| Stadion Rujevica, Rijeka Dommer: Daniel Stefanski (Polen) |

| 6. oktober 2017 20:45 (20:45 UTC+2) |

| Kosovo | 0–2                           | Ukraine                                 |
| ------ | ----------------------------- | --------------------------------------- |
|        | Rapport (FIFA) Rapport (UEFA) | - Paqarada 60' (sm.) - Yarmolenko 88' · |

| Loro Boriçi Stadium, Shkodër (Albanien) Dommer: Craig Pawson (England) |

| 6. oktober 2017 20:45 (21:45 UTC+3) |

| Tyrkiet | 0–3                           | Island                                            |
| ------- | ----------------------------- | ------------------------------------------------- |
|         | Rapport (FIFA) Rapport (UEFA) | - Guðmundsson 32' - Bjarnason 39' - Árnason 50' · |

| New Eskişehir Stadium, Eskişehir Dommer: Szymon Marciniak (Polen) |

| 9. oktober 2017 20:45 (21:45 UTC+3) |

| Finland                         | 2–2                           | Tyrkiet            |
| ------------------------------- | ----------------------------- | ------------------ |
| - Arajuuri 76' - Pohjanpalo 88' | Rapport (FIFA) Rapport (UEFA) | - Tosun 57', 83' · |

| Veritas Stadion, Turku Dommer: Benoît Bastien (Frankrig) |

| 9. oktober 2017 20:45 (18:45 UTC±0) |

| Island                             | 2–0                           | Kosovo |
| ---------------------------------- | ----------------------------- | ------ |
| - Sigurðsson 40' - Guðmundsson 68' | Rapport (FIFA) Rapport (UEFA) |        |

| Laugardalsvöllur, Reykjavík Dommer: Harald Lechner (Østrig) |

| 9. oktober 2017 20:45 (21:45 UTC+3) |

| Ukraine | 0–2                           | Kroatien              |
| ------- | ----------------------------- | --------------------- |
|         | Rapport (FIFA) Rapport (UEFA) | - Kramarić 62', 70' · |

| Olympic Stadium, Kyiv Dommer: Felix Brych (Tyskland) |

## Målscorere
Der er blevet scoret 70 mål i 30 kampe, hvilket i gennemsnit svarer til 2,33 mål per kamp.
6 mål
- Andriy Yarmolenko

5 mål
- Mario Mandžukić
- Cenk Tosun

4 mål
- Gylfi Sigurðsson

3 mål
- Alfreð Finnbogason
- Artem Kravets

2 mål
- Marcelo Brozović
- Nikola Kalinić
- Andrej Kramarić
- Paulus Arajuuri
- Joel Pohjanpalo
- Teemu Pukki
- Kári Árnason
- Jóhann Berg Guðmundsson
- Hakan Çalhanoğlu
- Volkan Şen
- Ozan Tufan
- Burak Yılmaz

1 mål
- Matej Mitrović
- Ivan Perišić
- Ivan Rakitić
- Domagoj Vida
- Robin Lod
- Alexander Ring
- Pyry Soiri
- Birkir Bjarnason
- Hörður Björgvin Magnússon
- Björn Bergmann Sigurðarson
- Ragnar Sigurðsson
- Valon Berisha
- Atdhe Nuhiu
- Amir Rrahmani
- Cengiz Ünder
- Artem Besyedin
- Yevhen Konoplyanka
- Ruslan Rotan

1 selvmål
- Ömer Toprak (imod Island)